# Пионерский (Нижегородская область)
Пионе́рский — сельский посёлок в составе Краснослободского сельсовета городского округа Бор Нижегородской области.

## Описание
Расположена в 34 км от административного центра сельсовета — Красной Слободы и 54 км от областного центра — Нижнего Новгорода. Ранее в поселке располагалась станция узкоколейной железной дороги. 
| 2002 | 2010 |
| ---- | ---- |
| 64   | ↘49  |

## География
Посёлок располагается в лесистой местности на правом берегу реки Керженец, ниже по течению от Керженского Благовещенского единоверческого скита.

## История
6 мая 2023 года в посёлке совершено покушение на писателя Захара Прилепина.

## Фотографии
- Разрушенный мост